# Francesco Coppi
Francesco Coppi (Fiumalbo, 20 luglio 1843 – Maranello, 20 febbraio 1927) è stato un paleontologo, archeologo e geologo italiano.

## Vita e attività scientifica
Francesco Coppi nacque nel 1843 a Fiumalbo, piccolo paese dell’Appennino Modenese, ultimo dei sette figli di Giuseppe Coppi. Il padre, magistrato e giurista molto legato alla corte degli ultimi Duchi di Modena (appartenenti alla dinastia austro-estense), fu direttore generale dell’Alta Polizia, Consultore del Ministero di Buon Governo e si occupò della sicurezza interna dello Stato fino alla fine del dominio estense nel 1859, ritirandosi poi a vita privata nella sua villa di Gorzano di Maranello, con la sua famiglia. Dopo l’Unità d’Italia la famiglia Coppi si caratterizzò per il forte conservatorismo politico e per l’adesione ai valori tradizionali e cattolici, da cui il giovane Francesco fu profondamente influenzato. 
Ancora adolescente, Francesco Coppi si interessa alla ricerca dei fossili lungo le prime colline dell’Appennino Modenese, e nasce in lui la passione del naturalista. Dopo quest’inizio da ricercatore dilettante Francesco si iscrive all’Università di Modena, dove si laurea in Storia naturale nel 1867 sotto la guida di Giovanni Canestrini, docente di idee liberali e uno dei più importanti sostenitori in Italia della teoria dell’evoluzione di Charles Darwin. In questo clima di rinnovamento delle istituzioni scientifiche modenesi Coppi fu nel 1865 tra i soci fondatori della Società dei Naturalisti di Modena, sul cui Annuario pubblicò nel 1868 e 1869 i suoi primi scritti riguardanti i fossili del Modenese. I reperti erano descritti e catalogati con precisione, ma le considerazioni sulle origini della vita erano espresse in modo molto cauto e legato alle teorie religiose tradizionali sulla storia della Terra. Per queste sue idee conservatrici e per una certa sua asprezza di carattere, Coppi non riuscì mai ad inserirsi nel mondo accademico. Dall’Università fu infatti solamente designato “privato insegnante di geologia e mineralogia” e finì per allontanarsi progressivamente anche dalla Società dei Naturalisti.
Dal 1870 Francesco Coppi comincia a pubblicare articoli e monografie sulla Terramara di Gorzano, posta su un terreno di proprietà della sua famiglia, sulla quale aveva intrapreso ricerche a partire dal 1868. Le sue principali pubblicazioni sulla Terramara di Gorzano uscirono negli anni 1871, 1874 e 1876, e sono caratterizzate, come si può notare già dai titoli, da una perdurante incertezza nell’interpretare e denominare la fase che precede i rinvenimenti storici di età romana e medievale, cioè gli strati della terramara vera e propria risalenti all’età del bronzo. Fu proprio lo studio delle terramare a porre Coppi in aperto contrasto con gli studiosi emiliani di idee più progressiste, legate alla teoria dell’evoluzione e alla “nuova scienza”, la preistoria.
Già dai primi anni ’60 del XIX secolo gli archeologi più influenzati dalle tendenze progressiste e positiviste avevano cominciato a compiere studi sempre più approfonditi sulle Terramare. I precursori degli studi di preistoria in Emilia furono Pellegrino Strobel e Luigi Pigorini, che iniziarono a studiare le Terramare della provincia di Parma nel 1861, intuendo che si doveva trattare dei resti di abitazioni preistoriche. Nel territorio reggiano Gaetano Chierici seguì quasi subito la via tracciata da questi primi paletnologi, mentre nel Modenese fu proprio Giovanni Canestrini, a partire dal 1863, a compiere sopralluoghi e scavi con il sostegno economico del Comune di Modena. Le idee di Canestrini furono condivise, nel territorio modenese, anche da Carlo Boni, che gli subentrò come curatore della collezione di reperti raccolti nelle Terramare (destinati nel 1871 a divenire il primo nucleo del Museo civico di Modena) dopo che Canestrini si trasferì all’Università di Padova nel 1869.
Francesco Coppi aderiva invece alla visione tradizionalista sull’origine delle Terramare, che le interpretava come resti appartenenti all’età storica e precisamente come avanzi di roghi funebri gallici o romani, senza quindi entrare in conflitto con la cronologia biblica utilizzata per stabilire l’età della Terra. Questa idea, che non riconosceva la teoria dell’evoluzione e l’esistenza della preistoria, era portata avanti principalmente dal monsignore modenese Celestino Cavedoni, scomparso nel 1865 e di cui Francesco Coppi condivideva in pieno l’ideologia conservatrice legata all’antico regime.
L’adesione a teorie ormai superate non poteva non avere conseguenze per l’attività scientifica e accademica di Francesco Coppi: lo scontro con i rappresentanti delle idee più progressiste si fece evidente in occasione del V Congresso di Antropologia ed Archeologia Preistoriche tenutosi a Bologna nell’ottobre 1871. Carlo Boni, il più intraprendente tra gli studiosi della delegazione modenese al congresso, organizzò una visita dei congressisti alla Terramara di Montale tralasciando, tra le proteste di Coppi, la Terramara di Gorzano. L’idea delle terramare come resti di abitazioni preistoriche aveva quindi trovato la sua sanzione ufficiale, lasciando Coppi ai margini della comunità scientifica. 
Per tutti gli anni ’70 del XIX secolo Francesco Coppi difese le sue posizioni pubblicando articoli e monografie, spesso caratterizzati da polemiche verso i colleghi a causa delle sue idee ormai superate. Ebbe in un primo periodo come alleato Arsenio Crespellani, altro importante archeologo modenese inizialmente fedele alle idee di Cavedoni, finché a partire dal 1885, poco più che quarantenne, rimase isolato e le sue pubblicazioni scientifiche ebbero termine, così come si spense la sua attività di studioso, almeno dal punto di vista pubblico. 
Seguendo le orme paterne, anch’egli si ritirò a vita privata nella sua villa di Gorzano, dove morì il 20 febbraio 1927.
La sua collezione di reperti fossili passò in gran parte all’Università di Modena e in parte minore al Comune di Maranello, quella di reperti archeologici subì una maggiore dispersione: una parte giunse al Museo civico di Modena, un’altra più esigua al Museo Nazionale Preistorico ed Etnografico fondato da Luigi Pigorini a Roma, altri nuclei andarono all’asta e furono esportati in Portogallo e in Germania.